# Aure e disincanti nel Novecento letterario
Aure e disincanti nel Novecento letterario è una raccolta di saggi e interventi scritti da Andrea Zanzotto nell'arco di tempo che va dal 1958 al 1990 pubblicato da Mondadori nel 1994.
La raccolta è dedicata agli scrittori nati in questo secolo a prolungamento dei saggi dedicati a quelli nati prima del 1900 e raccolti nel precedente volume intitolato Fantasie di avvicinamento pubblicato nel 1991.
I saggi di Fantasie di avvicinamento e Aure e disincanti nel Novecento letterario sono stati raccolti nel 2001 in un cofanetto degli Oscar Mondadori intitolato Scritti sulla letteratura, a cura di Gian Mario Villalta.